# Liste der Baudenkmäler in Schluderns
Die Liste der Baudenkmäler in Schluderns (italienisch Sluderno) enthält die 17 als Baudenkmäler ausgewiesenen Objekte auf dem Gebiet der Gemeinde Schluderns in Südtirol.
Basis ist das im Internet einsehbare offizielle Verzeichnis der Baudenkmäler in Südtirol. Dabei kann es sich beispielsweise um Sakralbauten, Wohnhäuser, Bauernhöfe und Adelsansitze handeln. Die Reihenfolge in dieser Liste orientiert sich an der Bezeichnung, alternativ ist sie auch nach der Adresse oder dem Datum der Unterschutzstellung sortierbar.

## Liste
| Foto |                 | Bezeichnung                                                                       | Standort                                | Eintragung                   | Beschreibung                  | Metadaten                                                                                |
| ---- | --------------- | --------------------------------------------------------------------------------- | --------------------------------------- | ---------------------------- | ----------------------------- | ---------------------------------------------------------------------------------------- |
| ja   | Datei hochladen | Altes Gerichtshaus ID: 17295                                                      | 46° 39′ 56″ N, 10° 35′ 10″ O            | 27. Aug. 2007 (BLR-LAB 2823) | Ländliches Wohnhaus/Bauernhof | KG: Schluderns Bauparzelle: 179                                                          |
| ja   | Datei hochladen | Benefiziatengut ID: 17290                                                         | 46° 39′ 50″ N, 10° 35′ 6″ O             | 25. Nov. 1977 (BLR-LAB 8179) | Ländliches Wohnhaus/Bauernhof | KG: Schluderns Bauparzelle: 96/1, 96/2                                                   |
| ja   | Datei hochladen | Churburg mit Taubenturm, Vorturm, Schlossgarten und Burghügel ID: 17286           | 46° 39′ 49″ N, 10° 35′ 19″ O            | 25. Nov. 1977 (BLR-LAB 8179) | Burg/Schloss                  | KG: Schluderns Bauparzelle: 1, 2, 3, 4 Grundparzelle: 10, 11, 13, 14, 15, 16, 17, 18, 19 |
| ja   | Datei hochladen | Dialer ID: 17294                                                                  | 46° 39′ 53″ N, 10° 35′ 5″ O             | 25. Nov. 1977 (BLR-LAB 8179) | Ansitz                        | KG: Schluderns Bauparzelle: 157                                                          |
| ja   | Datei hochladen | Dreifaltigkeitskapelle in Gschneir ID: 17299                                      | 46° 38′ 45″ N, 10° 36′ 41″ O            | 25. Nov. 1977 (BLR-LAB 8179) | Kapelle                       | KG: Schluderns Bauparzelle: 343                                                          |
| ja   | Datei hochladen | Franken ID: 17292                                                                 | 46° 39′ 53″ N, 10° 35′ 8″ O             | 27. Aug. 2007 (BLR-LAB 2823) | Ländliches Wohnhaus/Bauernhof | KG: Schluderns Bauparzelle: 131/1                                                        |
| ja   | Datei hochladen | Fritzen ID: 17297                                                                 | 46° 39′ 58″ N, 10° 35′ 3″ O             | 25. Nov. 1977 (BLR-LAB 8179) | Ländliches Wohnhaus/Bauernhof | KG: Schluderns Bauparzelle: 287                                                          |
| ja   | Datei hochladen | Großhaus ID: 17291                                                                | 46° 39′ 51″ N, 10° 35′ 5″ O             | 25. Nov. 1977 (BLR-LAB 8179) | Ländliches Wohnhaus/Bauernhof | KG: Schluderns Bauparzelle: 119                                                          |
| ja   | Datei hochladen | In der Kohlstatt ID: 17289                                                        | 46° 39′ 47″ N, 10° 35′ 4″ O             | 25. Nov. 1977 (BLR-LAB 8179) | Ländliches Wohnhaus/Bauernhof | KG: Schluderns Bauparzelle: 76                                                           |
| ja   | Datei hochladen | Kalvarienbergkapellen ID: 17301                                                   | 46° 40′ 1″ N, 10° 35′ 5″ O              | 25. Nov. 1977 (BLR-LAB 8179) | Kapelle                       | KG: Schluderns Grundparzelle: 187, 560                                                   |
| ja   | Datei hochladen | Kapelle beim Greinhof ID: 18092                                                   | 46° 40′ 7″ N, 10° 36′ 19″ O             | 21. Okt. 1991 (BLR-LAB 6240) | Kapelle                       | KG: Schluderns Grundparzelle: 697                                                        |
| ja   | Datei hochladen | Knottenhaus ID: 17288                                                             | 46° 39′ 50″ N, 10° 35′ 10″ O            | 27. Aug. 2007 (BLR-LAB 2823) | Ländliches Wohnhaus/Bauernhof | KG: Schluderns Bauparzelle: 45/1                                                         |
| ja   | Datei hochladen | Ölberghaus ID: 17298                                                              | 46° 39′ 59″ N, 10° 35′ 6″ O             | 25. Nov. 1977 (BLR-LAB 8179) | Ländliches Wohnhaus/Bauernhof | KG: Schluderns Bauparzelle: 296                                                          |
| ja   | Datei hochladen | Pfarrkirche St. Katharina mit Friedhofskapelle St. Michael und Friedhof ID: 17296 | 46° 39′ 54″ N, 10° 35′ 2″ O             | 25. Nov. 1977 (BLR-LAB 8179) | Kirche                        | KG: Schluderns Bauparzelle: 2628 Grundparzelle: 213, 404                                 |
| ja   | Datei hochladen | Pfarrwidum mit Vorplatz ID: 17293                                                 | 46° 39′ 52″ N, 10° 35′ 3″ O             | 25. Nov. 1977 (BLR-LAB 8179) | Widum/Kanonikerhaus           | KG: Schluderns Bauparzelle: 154, 155/1                                                   |
| ja   | Datei hochladen | Posthotel Hirsch in Spondinig ID: 17300                                           | Spondinig 7 46° 38′ 1″ N, 10° 36′ 50″ O | 25. Nov. 1985 (BLR-LAB 6207) | Hotel                         | KG: Schluderns Bauparzelle: 356                                                          |
| ja   | Datei hochladen | Tschoggenhaus ID: 17287                                                           | 46° 39′ 52″ N, 10° 35′ 10″ O            | 25. Nov. 1977 (BLR-LAB 8179) | Ländliches Wohnhaus/Bauernhof | KG: Schluderns Bauparzelle: 35                                                           |

Falls bei einem Baudenkmal keine Koordinaten bekannt sind, werden ersatzweise die Katasterdaten zum Zeitpunkt der Unterschutzstellung angegeben. Diese sind weder offiziell noch zwingend aktuell.
Die vom Landesdenkmalamt übernommenen Adressen können veraltet sein.
| Foto:   | Fotografie des Denkmals. Klicken des Fotos erzeugt eine vergrößerte Ansicht. Daneben finden sich zwei Symbole: |
| ID      | Identifikator beim Südtiroler Landesdenkmalamt                                                                 |
| KG      | Katastralgemeinde                                                                                              |
| MD      | Ministerialdekret                                                                                              |
| BLR-LAB | Beschluss der Landesregierung – Landesausschussbeschluss                                                       |